# Kruška
Kruška (lat. Pyrus)  rod biljaka iz porodice Rosaceae. Plod se kruške sastoji od peteljke, vrata (uskog dijela) i tijela (debelog dijela), a na samom dnu nalazi se čaška. Priznate su 73 ili 74 vrste. Poznata stara sorta je tepka, batuga ili gnjilača

## Opći opis
Kruška, (rod Pyrus), ima oko sedamdesetak stabala i grmova u porodici ružovki (Rosaceae), uključujući običnu krušku (Pyrus communis). Jedna od najvažnijih voćki na svijetu, obična kruška uzgaja se u svim zemljama umjerenog pojasa obje hemisfere. Voće se obično jede svježe ili konzervirano. Također se koristi za proizvodnju alkoholnog pića perryja (fermentirano-voćno-piće od krušaka). Nekoliko vrsta, poput kaleri kruške (P. calleryana), uzgaja se kao ukrasno bilje.

## Fizički opis
Stablo obične kruške je široke krošnje i visoko do 13 metara (43 stope) u zrelosti. Stabla su relativno dugovječna (50 do 75 godina) i mogu doseći značajnu veličinu ako se ne orezuju. Okrugli do ovalni kožasti listovi, donekle klinasti pri dnu, pojavljuju se otprilike u isto vrijeme kad i cvjetovi, koji su široki oko 2,5 cm (1 inč) i obično bijeli. Cvjetovi kruške obično su bijeli ili ružičasti i imaju pet latica i čašica; razdvojene su osnove pet stilova. Plodovi kruške općenito su slađi i mekše teksture od jabuka. Općenito, plodovi kruške su izduženi, uski na kraju peteljke i širi na suprotnom kraju.
Kruške se obično razmnožavaju okuliranjem (cijepljenje na pup) ili cijepljenjem na podlogu, obično podrijetla Pyrus communis. U Europi se kao glavna podloga koristi dunja (Cydonia oblonga), koja proizvodi patuljasto stablo koje rano rađa od većine stabala na podlogama kruške. Kao i drugi članovi obitelji ruža, vrste Pyrus općenito su osjetljive na plamenjaču, antraknozu, rak i pepelnicu.

## Povijest i vrste
Obična kruška vjerojatno je europskog porijekla i uzgaja se od davnina. Krušku su u Novi svijet unijeli Europljani čim su osnovane kolonije. Rani španjolski misionari nosili su voće u Meksiko i Kaliforniju. U većini zemalja svijeta u kojima se uzgajaju kruške izvan Azije, daleko najraširenija sorta kruške je “Williamsova Bon Chrétien”, u Sjedinjenim Državama poznata kao Bartlett. U Sjedinjenim Državama i Kanadi uzgajaju se sorte kao što su “Beurré Bosc”, “Anjou” i “Winter Nelis”. Vrlo popularna sorta u Engleskoj i Nizozemskoj je “Conference”. Uobičajene talijanske sorte uključuju “Curato”, “Coscia” i “Passe Crassane”, a potonja je također popularna u Francuskoj. U azijskim zemljama usjev kruške sastoji se prvenstveno od lokalnih sorti autohtonih vrsta, poput azijske ili kineske kruške (P. pyrifolia).
Neke vrste, posebice kruška kaleri i njezini kultivari, invazivne su vrste i lako izbjegnu uzgoj u područjima izvan svog prirodnog rasprostranjenja.

## Vrste
1. Pyrus acutiserrata Gladkova
2. Pyrus alpinotaiwaniana S. S. Ying
3. Pyrus armeniacifolia T. T. Yu
4. Pyrus asiae-mediae (Popov) Maleev
5. Pyrus betulifolia Bunge
6. Pyrus boissieriana Boiss. & Buhse
7. Pyrus bourgaeana Decne.
8. Pyrus bretschneideri Rehder
9. Pyrus browiczii Mulk.
10. Pyrus calleryana Decne.
11. Pyrus castribonensis Raimondo, Schicchi & Mazzola
12. Pyrus chosrovica Gladkova
13. Pyrus ciancioi P. Marino, G. Castellano, Raimondo & Spadaro
14. Pyrus communis L.
15. Pyrus cordata Desv.
16. Pyrus cordifolia Zamani & Attar
17. Pyrus costata Sumnev.
18. Pyrus demetrii Kuth.
19. Pyrus elaeagrifolia Pall.
20. Pyrus eldarica Grossh.
21. Pyrus farsistanica Browicz
22. Pyrus fedorovii Kuth.
23. Pyrus ferganensis Vassilcz.
24. Pyrus georgica Kuth.
25. Pyrus gergeriana Gladkova
26. Pyrus ghahremanii Attar & Zamani
27. Pyrus giffanica Zamani & Attar
28. Pyrus glabra Boiss.
29. Pyrus grossheimii Fedor.
30. Pyrus hajastana Mulk.
31. Pyrus hakkiarica Browicz
32. Pyrus hopeiensis T. T. Yu
33. Pyrus hyrcana Fedor.
34. Pyrus jacquemontiana Decne.
35. Pyrus kandevanica Ghahrem., Khat. & Mozaff.
36. Pyrus ketzkhovelii S. Kuthath.
37. Pyrus korshinskyi Litv.
38. Pyrus longipedicellata Zamani & Attar
39. Pyrus mazanderanica Schönb.-Tem.
40. Pyrus medvedevii Rubtzov
41. Pyrus megrica Gladkova
42. Pyrus neoserrulata I. M. Turner
43. Pyrus nivalis Jacq.
44. Pyrus nutans Rubtzov
45. Pyrus oxyprion Woronow
46. Pyrus pashia Buch.-Ham. ex D. Don
47. Pyrus pedrottiana Raimondo, Venturella & Domina
48. Pyrus phaeocarpa Rehder
49. Pyrus pseudopashia T. T. Yu
50. Pyrus pyraster (L.) Burgsd.
51. Pyrus pyrifolia (Burm. fil.) Nakai
52. Pyrus raddeana Woronow
53. Pyrus regelii Rehder
54. Pyrus sachokiana Kuth.
55. Pyrus salicifolia Pall.
56. Pyrus sicanorum Raimondo, Schicchi & P. Marino
57. Pyrus spinosa Forssk.
58. Pyrus syriaca Boiss.
59. Pyrus tadshikistanica Zaprjagaeva
60. Pyrus taiwanensis Iketani & H. Ohashi
61. Pyrus takhtadzhianii Fed.
62. Pyrus tamamschianae Fed.
63. Pyrus terpoi Arrigoni
64. Pyrus theodorovii Mulk.
65. Pyrus trilocularis D. K. Zang & P. C. Huang
66. Pyrus turcomanica Maleev
67. Pyrus tuskaulensis Vassilcz.
68. Pyrus ussuriensis Maxim.
69. Pyrus vallis-demonis Raimondo & Schicchi
70. Pyrus voronovii Rubtzov
71. Pyrus xerophila T. T. Yu
72. Pyrus yaltirikii Browicz
73. Pyrus zangezura Maleev
74. Pyrus ×babadagensis Prodan
75. Pyrus ×bardoensis Dostálek
76. Pyrus ×jordanovii Dostálek
77. Pyrus ×michauxii Bosc ex Poir.
78. Pyrus ×myloslavensis Czarna & Antkowiak
79. Pyrus ×sinkiangensis T. T. Yu
80. Pyrus ×uyematsuana Makino
81. Pyrus ×vavilovii Popov